# Iglesia de San Felipe de Neri (Albuquerque)
La Iglesia de San Felipe de Neri (en inglés: San Felipe de Neri Church) es una iglesia católica de origen novohispano del siglo XVIII, situada en Albuquerque, Nuevo México en Estados Unidos.
Fue construida en 1793 y se encuentra en Old Town, siendo uno de los edificios de mayor antigüedad de la ciudad.

## Historia
Edificada en sustitución de la iglesia primigenia de Albuquerque de 1706 impulsada por fray Manuel Moreno. En un principio, Francisco Cuervo y Valdez dedicó el templo a san Francisco Javier. Poco después, el duque de Albuquerque cambió el nombre por el de san Felipe Neri, en honor del rey Felipe V de España.
Fue mandada construir por el gobernador de Santa Fe de Nuevo México Fernando de la Concha en 1793, con un convento franciscano anexo. Se edificó en planta de cruz latina, con una única nave, con muros de adobe y vigas de madera, y de los elementos originales se conservan, además, las ménsulas.
A mediados del siglo XIX, tras la cesión a Estados Unidos, el obispo Jean-Baptiste Lamy ordenó su reforma en estilo neogótico y la construcción de las dos torres. De este periodo datan también el altar y el púlpito.
Está incluida en el Registro de Bienes Culturales del Estado de Nuevo México.